# Sigmund Lebert
Si(e)gmund Lebert (ursprungligen Samuel Levi), född den 12 december 1821 i Ludwigsburg, död den 8 december 1884 i Stuttgart, var en tysk musikpedagog.
Lebert utbildades i Prag av Tomaschek, Weber och Proksch. Han stiftade 1856-57 jämte Faisst och Stark med flera konservatoriet i Stuttgart och verkade sedan som ansedd pianolärare där. Han fick 1868 professors titel och blev 1873 filosofie hedersdoktor vid Tübingens universitet. Lebert utgav 1858 tillsammans med Stark en stor teoretisk-praktisk Klavierschule (många upplagor; omarbetad av Pauer 1904; översatt till flera språk), vidare en instruktiv Klassikerausgabe under medverkan av Faisst, Stark, von Bülow, Lachner och Liszt, med flera.